# Irbin
Irbin (en arabe : عربين, également orthographié Arbin ou Arbeen) est une ville de la Ghouta orientale, banlieue nord-est de la capitale, Damas.
Irbin est rattachée administrativement au district de Markaz Rif Dimashq dans le Gouvernorat de Rif Dimashq et est situé à l'est du quartier Jobar de Damas. Les localités voisines incluent Kafr Batna et Saqba au sud, Zamalka et Ein Tarma au sud-ouest et Douma au nord. Selon le Bureau central des statistiques de Syrie (CBS), Irbin comptait 44 934 habitants lors du recensement de 2004. Irbin est l'un des emplacements suggérés pour la ville antique de Riblah.
Pendant l'insurrection puis la guerre civile syrienne, l'Armée syrienne libre (FSA), prend le contrôle d'une bonne partie des banlieues au nord de la capitale Damas (la Ghouta orientale) dont Irbin, le 2 juillet 2012. Des combattants de la FSA auraient patrouillé ouvertement dans les rues de la banlieue et des affrontements se sont produits à moins de 10 kilomètres du centre de la capitale, Damas. En novembre 2012, des combats soutenus ont eu lieu dans la ville après un regain de force des rebelles du Rif Dimashq. Il a été signalé qu'il était sous le contrôle des rebelles depuis le 7 décembre 2012. La ville a ensuite été assiégée par les forces gouvernementales, et l'objet de nombreuses campagnes aériennes.
En 2017-2018, lors de la campagne militaire visant à reprendre la zone et mettre fin au siège gouvernemental de la Ghouta orientale, Irbin est l'une des villes visées par de multiples frappes aériennes par des avions syriens et russes, par exemple le 4 janvier 2018. 
Fin mars 2018, l'armée syrienne impose de votre son contrôle sur la région de la Ghouta orientale, y compris Arbin.